# Hapoel Kfar Saba Football Club
O Hapoel Kfar Saba Football Club - em hebraico: מועדון כדורגל הפועל כפר סבא - é um clube de futebol da cidade de Kfar Saba, em Israel. Disputa atualmente a Liga Leumit, a segunda divisão do estado judeu.

Fundado em 1928, manda suas partidas no Levita Stadium.